# Cangrejo de agua dulce

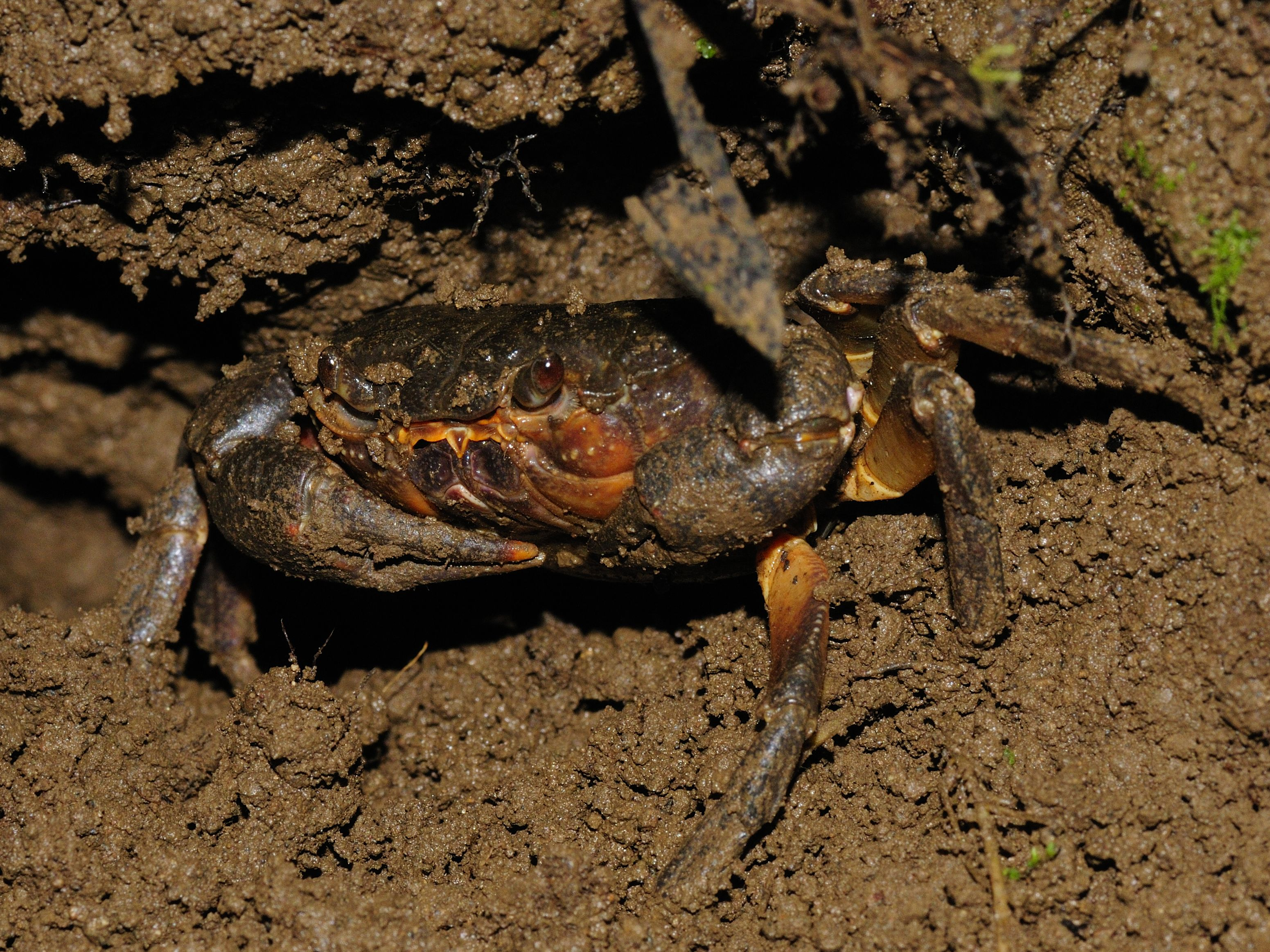
Potamon ibericum (Potamidae) en Georgia

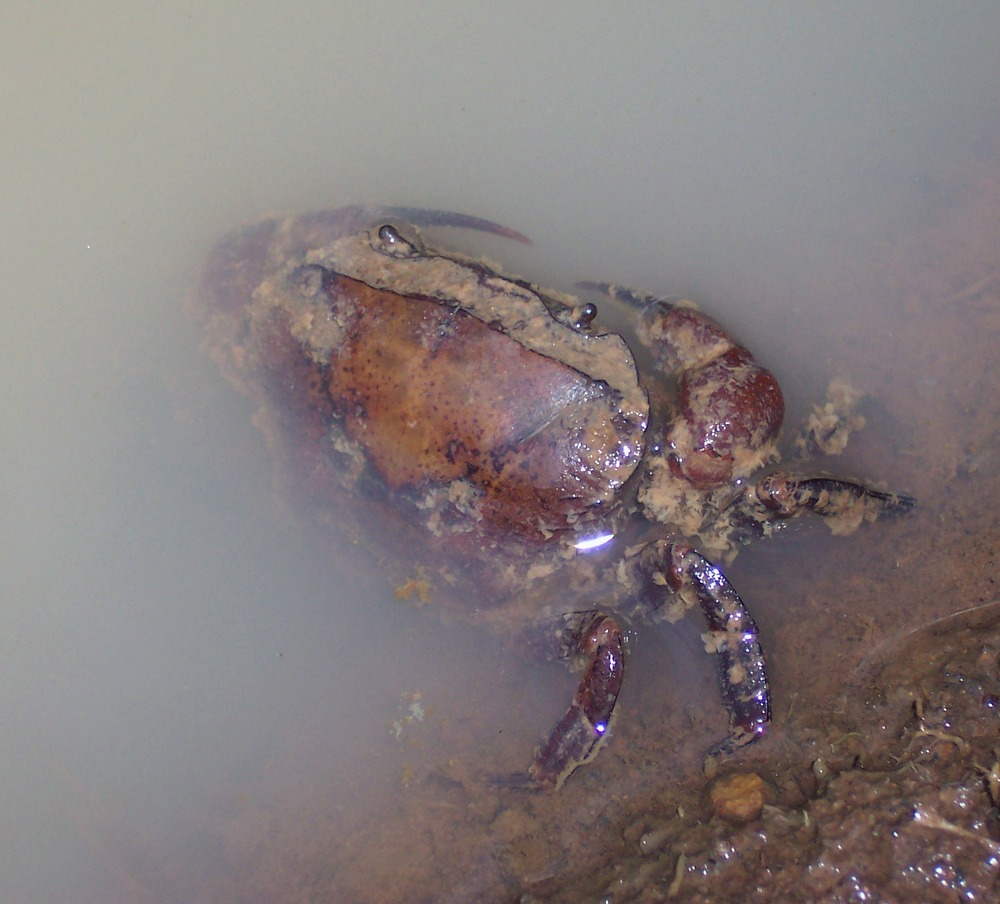
Parathelphusa convexa (Parathelphusidae) en Indonesia

Hay alrededor de 1.300 especies de cangrejos de agua dulce, distribuidos a lo largo de los trópicos y subtrópicos, y se dividen en ocho familias. Gracias al pequeño número de crías, reciben un cuidado maternal, a diferencia de los cangrejos marinos que liberan miles de larvas planctónicas. Esto limita la capacidad de dispersión de los cangrejos de agua dulce, por lo que tienden a ser endémico en áreas pequeñas. Como resultado de ello, una gran parte de ellos están en peligro de extinción. 

## Sistemática
Hay más de 1.300 especies de cangrejos de agua dulce descritas, de un total de 6.700 especies de cangrejos existentes en toda clase de ambientes. Sin embargo, el número total de especies de cangrejos de agua dulce incluyendo especies no descritas, se estima que es hasta un 65 % superior, lo que podría llegar hasta las 2.155 especies, aunque la mayoría de las otras especies son actualmente desconocidas para la ciencia.
Pertenecen a ocho familias, cada una con una distribución limitada, aunque varios cangrejos de otras familias también pueden tolerar las condiciones de agua dulce (eurihalino) o están secundariamente adaptados al agua dulce.
Las relaciones filogenéticas entre estas familias son todavía un tema de debate y no está claro cuántas veces la forma de vida de agua dulce se ha desarrollado a partir de los cangrejos verdaderos.
Las ocho familias son:
Superfamilia Trichodactyloidea
- Trichodactylidae (América Central y América del Sur)

Superfamilia Potamoidea
- Potamidae (Cuenca del Mediterráneo y Asia)
- Potamonautidae (África, incluyendo Madagascar)
- Deckeniidae (África del Este y Seychelles) – también tratados como parte de los Potamonautidae
- Platythelphusidae (África del Este) – también tratados como parte de los Potamonautidae

Superfamilia Gecarcinucoidea
- Gecarcinucidae (Asia)
- Parathelphusidae (Asia y Australasia)

Superfamilia Pseudothelphusoidea
- Pseudothelphusidae (América Central y América del Sur)

El registro de fósiles de organismos de agua dulce es generalmente escaso, y por ello pocos fósiles de cangrejos de agua dulce se han encontrado. El más antiguo es el Tanzanonautes tuerkayi, del Oligoceno de África del Este. La evolución de los cangrejos de agua dulce es probablemente posterior a la fecha de la ruptura del supercontinente Gondwana.

## Descripción y ciclo vital

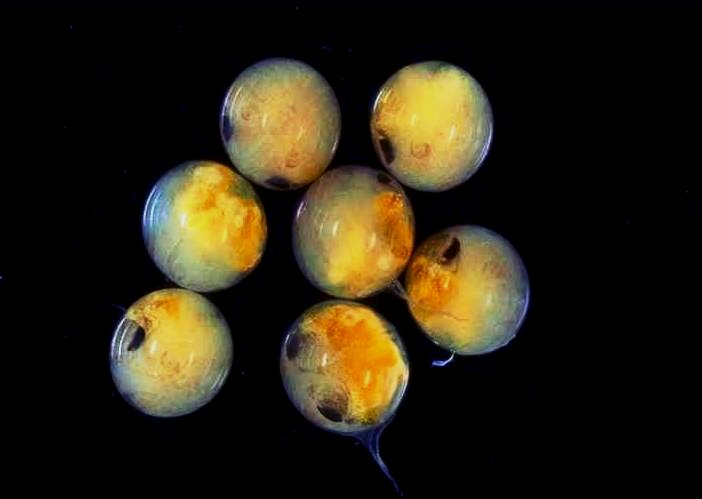
Huevos de Potamon fluviatile, los cuales contienen 7 cangrejos juveniles completamente formados

La morfología externa de los cangrejos de agua dulce varía muy poco, y la forma de los gonópodos (primer apéndice abdominal, modificado para la inseminación) es habitual en la  clasificación.
El desarrollo de los cangrejos de agua dulce es característicamente directo, y los huevos eclosionan como juveniles, ya que las fases larvarias ocurren dentro del huevo.
El total de las crías comprende solo unos pocos cientos de huevos (en comparación con los centenares de miles que ponen los cangrejos marinos) cada uno de los cuales es bastante grande, con un diámetro de alrededor de 1 mm (0,04 pulg.).
La población del agua dulce ha requerido a los cangrejos alterar su equilibrio hídrico; pueden reabsorber la sal de la orina, y tienen varias adaptaciones para reducir la pérdida de agua. Además de sus branquias, los cangrejos de agua dulce tienen un "pseudo-pulmón" en su cámara branquial que les permite respirar en el aire. Estos cambios los han pre-adaptado para la vida terrestre, a pesar de que necesiten volver al agua periódicamente para la excreción de amoniaco.

## Ecología y conservación
Los cangrejos de agua dulce se encuentran en todas las regiones tropicales y subtropicales del mundo. Viven en una gran variedad de masas  de agua, desde ríos de corriente rápida a pantanos, así como en troncos de árboles o en cueva. Son principalmente nocturnos, saliendo a comer por la noche. La mayoría de ellos son omnívoros, aunque un pequeño número son depredadores especializados, como la Platyhelphusa armata del Lago Tanganica, que se alimenta casi exclusivamente de caracoles. Algunas especies son fuentes importantes de alimentos para varios vertebrados.  Algunas cangrejos de agua dulce son huéspedes secundarios de trematodos del género Paragonimus, los cuales causan paragonimiasis en los seres humanos.
La mayoría de las especies son de endemismo reducido, es decir, se dan solo en una pequeña área geográfica. Esto se debe  en parte a su baja capacidad de dispersión y  a su baja fecundidad, así como a la fragmentación de hábitats causada por la población humana. En África Occidental, las especies que viven en las sabanas tienen una extensión más amplia que las especies de la selva tropical;en el este de África, las especies de las montañas tienen la distribución limitada, mientras que las especies de tierras bajas están más extendidas. 
Todas las especies de cangrejo de agua dulce descritas hasta el momento han sido evaluadas por la Unión Internacional para la Conservación de la Naturaleza (UICN). De las especies para las cuales se dispone de datos, el 32% están en peligro de extinción.
- Datos: Q1068587